# Yang-Mills-Fluss

Visualisierung des Gradientenabstiegsverfahrens mit einer Flusslinie

Der Yang-Mills-Fluss ist im mathematischen Teilgebiet der Differentialgeometrie ein durch die Yang-Mills-Gleichungen beschriebender Gradientenfluss, also eine Methode zur Beschreibung des Gradientenverfahrens für die Yang-Mills-Wirkung. Vereinfacht ausgedrückt ist der Yang-Mills-Fluss ein Weg, welcher stets in die Richtung des stärksten Abstiegs zeigt, ähnlich wie der Weg eines einen Hügel hinunterrollenden Balles. Dadurch können kritische Punkt, bekannt als Yang-Mills-Zusammenhänge oder Instantonen, welche die Yang-Mills-Gleichungen lösen, sowie deren Stabilität untersucht werden. Anschaulich sind es genau die Stellen des Hügels, auf welchen der Ball in Ruhe bleiben kann.
Benannt ist der Yang-Mills-Fluss nach Chen Ning Yang und Robert Mills, welche die zugrundeliegende Yang-Mills-Theorie im Jahr 1954 formuliert haben. Erstmals untersucht wurde der Yang-Mills-Fluss jedoch im Jahr 1982 von Michael Atiyah und Raoul Bott. Ebenfalls untersucht wurde dieser von Simon Donaldson im Rahmen der Kobayashi-Hitchin-Korrespondenz (oder Donaldson-Uhlenbeck-Yau-Theorem).

## Definition
Sei {\displaystyle G} eine kompakte Lie-Gruppe mit Lie-Algebra {\displaystyle {\mathfrak {g}}} und {\displaystyle E\twoheadrightarrow B} ein {\displaystyle G}-Hauptfaserbündel, wobei {\displaystyle B} eine kompakte orientierbare Riemannsche Mannigfaltigkeit mit Metrik {\displaystyle g} und Volumenform {\displaystyle \operatorname {vol} _{g}} ist. Sei {\displaystyle \operatorname {Ad} (E):=E\times _{G}{\mathfrak {g}}\twoheadrightarrow B} das adjungierte Vektorbündel. {\displaystyle \Omega ^{1}(E,{\mathfrak {g}})\cong \Omega ^{1}(B,\operatorname {Ad} (E))} ist der Raum der Zusammenhänge, welche entweder unter der adjungierten Darstellung {\displaystyle \operatorname {Ad} } invariante Lie-Algebra-wertige oder vektorbündelwertige Differentialformen sind. Da der Hodge-Stern-Operator {\displaystyle \star } mit der Metrik {\displaystyle g} und der Volumenform {\displaystyle \operatorname {vol} _{g}} auf der Basismannigfaltigkeit {\displaystyle B} definiert ist, wird gewöhnlich der zweite Raum benutzt.
Die Yang-Mills-Wirkung ist gegeben durch:
{\displaystyle \operatorname {YM} \colon \Omega ^{1}(B,\operatorname {Ad} (E))\rightarrow \mathbb {R} ,\operatorname {YM} (A):=\int _{B}\|F_{A}\|^{2}\mathrm {d} \operatorname {vol} _{g}.}
{\displaystyle \Omega ^{1}(B,\operatorname {Ad} (E))} ist ein Vektorraum mit einem von {\displaystyle B} induziertem Skalarprodukt. Dadurch lässt sich der Gradient definieren durch:
{\displaystyle \operatorname {grad} (\operatorname {YM} )\colon \Omega ^{1}(B,\operatorname {Ad} (E))\rightarrow \Omega ^{1}(B,\operatorname {Ad} (E)),\langle \operatorname {grad} (\operatorname {YM} )(A),-\rangle =\mathrm {d} _{A}\operatorname {YM} (-).}
Genau dieser Ausdruck liegt den Ableitungen der Yang-Mills-Gleichungen zugrunde, nämlich genau den kritischen Punkten der Yang-Mills-Wirkung ohne einen Gradient:
{\displaystyle \operatorname {grad} (\operatorname {YM} )(A)=-\delta _{A}F_{A}.}
Für ein offenes Intervall {\displaystyle I\subseteq \mathbb {R} } ist eine {\displaystyle C^{1}}-Abbildung {\displaystyle \alpha \colon I\rightarrow \Omega ^{1}(B,\operatorname {Ad} (E))} (also stetig differenzierbar) mit:
{\displaystyle \alpha '(t)=-\operatorname {grad} (\operatorname {YM} )(\alpha (t))=-\delta _{\alpha (t)}F_{\alpha (t)}}
ein Yang-Mills-Fluss.

## Eigenschaften
- Für einen Yang-Mills-Zusammenhang {\displaystyle A\in \Omega ^{1}(B,\operatorname {Ad} (E))} ist der konstante Weg auf diesem ein Yang-Mills-Fluss.
- Für einen Yang-Mills-Fluss {\displaystyle \alpha \colon I\rightarrow \Omega ^{1}(B,\operatorname {Ad} (E))} gilt:

{\displaystyle (\operatorname {YM} \circ \alpha )'(t)=-\int _{X}\|\alpha '(t)\|^{2}\mathrm {d} \operatorname {vol} _{g}\leq 0.}
{\displaystyle \operatorname {YM} \circ \alpha \colon I\rightarrow \mathbb {R} } ist also eine monoton sinkende Funktion. Alternativ kann die Ableitung mit der obigen Gleichung mit der Bi-Yang-Mills-Wirkung verbunden werden:
{\displaystyle (\operatorname {YM} \circ \alpha )'(t)=-\int _{X}\|\delta _{\alpha (t)}F_{\alpha (t)}\|^{2}\mathrm {d} \operatorname {vol} _{g}=\operatorname {BiYM} (\alpha (t)).}
Da die Yang-Mills-Wirkung immer positiv ist, wird ein in die Unendlichkeit fortgesetzter Yang-Mills-Fluss zwangsläufig gegen eine verschwindene Ableitung und daher nach obiger Gleichung einen Yang-Mills-Zusammenhang konvergieren.
- Für einen Zusammenhang {\displaystyle A\in \Omega ^{1}(B,\operatorname {Ad} (E))} gibt es einen eindeutigen Yang-Mills-Fluss {\displaystyle \alpha \colon [0,\infty )\rightarrow \Omega ^{1}(B,\operatorname {Ad} (E))} mit {\displaystyle \alpha (0)=A}. Dabei ist {\displaystyle \lim _{t\rightarrow \infty }\alpha (t)} ein Yang-Mills-Zusammenhang.
- Für einen stabilen Yang-Mills-Zusammenhang {\displaystyle A\in \Omega ^{1}(B,\operatorname {Ad} (E))} gibt es eine Umgebung, sodass für jeden eindeutigen Yang-Mills-Fluss {\displaystyle \alpha \colon [0,\infty )\rightarrow \Omega ^{1}(B,\operatorname {Ad} (E))} mit Anfangsbedingung darin gilt:
{\displaystyle A=\lim _{t\rightarrow \infty }\alpha (t).}